# Liebschützberg
Liebschützberg è un comune di 3.298 abitanti della Sassonia, in Germania.
Appartiene al circondario (Landkreis) della Sassonia settentrionale (targa TDO).